# A Estrela do Norte

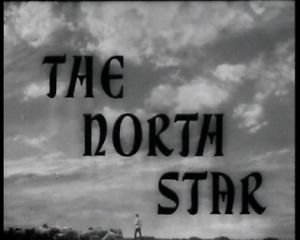

A Estrela do Norte (em inglês:  The North Star) é um filme estadunidense de 1943, do gênero drama de guerra, dirigido por Lewis Milestone e estrelado por Anne Baxter e Dana Andrews.

## A produção
Esta é uma produção classe A, conforme indicam alguns nomes envolvidos: além de Milestone na direção, há Samuel Goldwyn e William Cameron Menzies como produtores, Lillian Hellman, roteirista, James Wong Howe, fotografia, e Aaron Copland, trilha sonora. Os três últimos foram indicados ao Oscar de suas respectivas categorias, de um total de seis indicações recebidas pelo filme.
Produzido a pedido do à época presidente dos Estados Unidos, Franklin Delano Roosevelt, cujo filho James trabalhava com Goldwyn, vários membros da equipe, ironicamente, tiveram problemas durante o Maccartismo, pois o filme foi visto como propaganda comunista. A ideia do filme — produzido antes da Guerra Fria — era tornar simpática ao público estadunidense a aliança com a União Soviética.
The North Star trata de romance, patriotismo e vingança, e é um tributo à resistência dos habitantes de uma cidadezinha ucraniana invadida pelos nazistas. Na época em que foi feito, a União Soviética era aliada dos EUA, porém para exibição na TV norte-americana em 1957, em plena Guerra Fria, o filme foi reeditado para tornar-se propaganda anticomunista. Além disso, a metragem foi reduzida para oitenta e dois minutos e o título alterado para Armored Attack.
Entre as canções compostas por Copland em parceria com Ira Gershwin, estão The Younger Generation, No Village Like Mine e Song of the Guerrillas.

## Sinopse
Marina, Kolya, Kurin e Damian trabalham em uma fazenda coletiva da Ucrânia, chamada A Estrela do Norte. Eles e os colegas pensam na próxima colheita, em amor e em casamento, mas veem sua felicidade dissolver-se no ar quando são invadidos por tropas alemãs. Enquanto muitos fogem para as colinas a fim de juntar-se à resistência, outros preferem ficar e destruir colheitas e outros materiais que poderiam ser úteis aos inimigos.

## Premiações
| Prêmio | Categoria | Situação |
| ------ | --- | -------- |
| Oscar  | Melhor Roteiro Original Melhor Fotografia (Preto e Branco) Melhor Direção de Arte Melhor Trilha Sonora Melhores Efeitos Especiais Melhor Mixagem de Som | Indicado |

## Recepção
Numa cotação de 1 ("regular") a 4 ("ótimo"), o periódico especializado brasileiro A Cena Muda deu ao filme a nota 3 ("muito bom"), exaltando a direção "impecável" de Milestone, a fotografia e a montagem.

## Elenco
| Ator/Atriz         | Personagem                       |
| ------------------ | -------------------------------- |
| Anne Baxter        | Marina Pavlov                    |
| Dana Andrews       | Kolya Simonov                    |
| Walter Huston      | Doutor Kurin                     |
| Walter Brennan     | Karp                             |
| Ann Harding        | Sophia Pavlov                    |
| Jane Withers       | Claudia Kurin                    |
| Farley Granger     | Damian Simonov                   |
| Erich von Stroheim | Doutor von Harden                |
| Dean Jagger        | Rodion Pavlov                    |
| Eric Roberts       | Grisha Kurin                     |
| Carl Benton Reid   | Boris Simonov                    |
| Ann Carter         | Olga Pavlov                      |
| Esther Dale        | Anna Kurin                       |
| Ruth Nelson        | Nadya Simonov                    |
| Paul Guilfoyle     | Iakin                            |
| Robert Lowery      | Artilheiro russo (não-creditado) |
| Edmund Cobb        | Fazendeiro (não-creditado)       |